# Marco Arop
Marco Arop (Khartum, 20 settembre 1998) è un mezzofondista canadese, medaglia d'argento olimpica negli 800 metri piani a Parigi 2024 e d'oro (nella stessa specialità) ai mondiali di Budapest 2023.

## Palmarès
| Anno | Manifestazione      | Sede     | Evento      | Risultato  | Prestazione | Note                                              |
| ---- | ------------------- | -------- | ----------- | ---------- | ----------- | ------------------------------------------------- |
| 2017 | Panamericani U20    | Trujillo | 800 m piani | Argento    | 1'47"08     |                                                   |
| 2017 | Panamericani U20    | Trujillo | 4x400 m     | 5°         | 3'13"00     |                                                   |
| 2018 | Campionati NACAC    | Toronto  | 800 m piani | Argento    | 1'46"82     |                                                   |
| 2019 | Giochi panamericani | Lima     | 800 m piani | Oro        | 1'44"25     | Record dei Giochi · Miglior prestazione personale |
| 2019 | Mondiali            | Doha     | 800 m piani | 7º         | 1'45"78     |                                                   |
| 2021 | Giochi olimpici     | Tokyo    | 800 m piani | Semifinale | 1'44"90     |                                                   |
| 2022 | Mondiali indoor     | Belgrado | 800 m piani | 8º         | 1'47"58     |                                                   |
| 2022 | Mondiali            | Eugene   | 800 m piani | Bronzo     | 1'44"28     |                                                   |
| 2023 | Mondiali            | Budapest | 800 m piani | Oro        | 1'44"24     |                                                   |
| 2024 | World Relays        | Nassau   | 4×400 m     | Batteria   | 3'05"02     | [ 1 ]                                             |
| 2024 | Giochi olimpici     | Parigi   | 800 m piani | Argento    | 1'41"20     | Record nord-centroamericano                       |

## Altre competizioni internazionali
2020
- Bronzo all'Herculis ( Monaco), 800 m piani - 1'44"14

2023
- Argento al Meeting de Paris ( Parigi), 800 m piani - 1'43"30
- Bronzo all'Herculis ( Monaco), 800 m piani - 1'43"51
- Argento alla Xiamen Diamond League ( Xiamen), 800 m piani - 1'43"24
- Argento al Prefontaine Classic ( Eugene), 800 m piani - 1'42"85

2024
- Oro alla Xiamen Diamond League ( Xiamen), 800 m piani - 1'43"61
- Oro al Kamila Skolimowska Memorial ( Chorzów), 800 m piani - 1'41"86
- Bronzo al Memorial Van Damme ( Bruxelles), 800 m piani - 1'43"25

2025
- Argento al London Athletics Meet ( Londra), 800 m piani - 1'42"22